# Primula davisii
Primula davisii är en viveväxtart som beskrevs av William Wright Smith. Primula davisii ingår i släktet vivor, och familjen viveväxter. Inga underarter finns listade i Catalogue of Life.